# Ekuddsparken
Ekuddsparken är en park i Vaxholm.

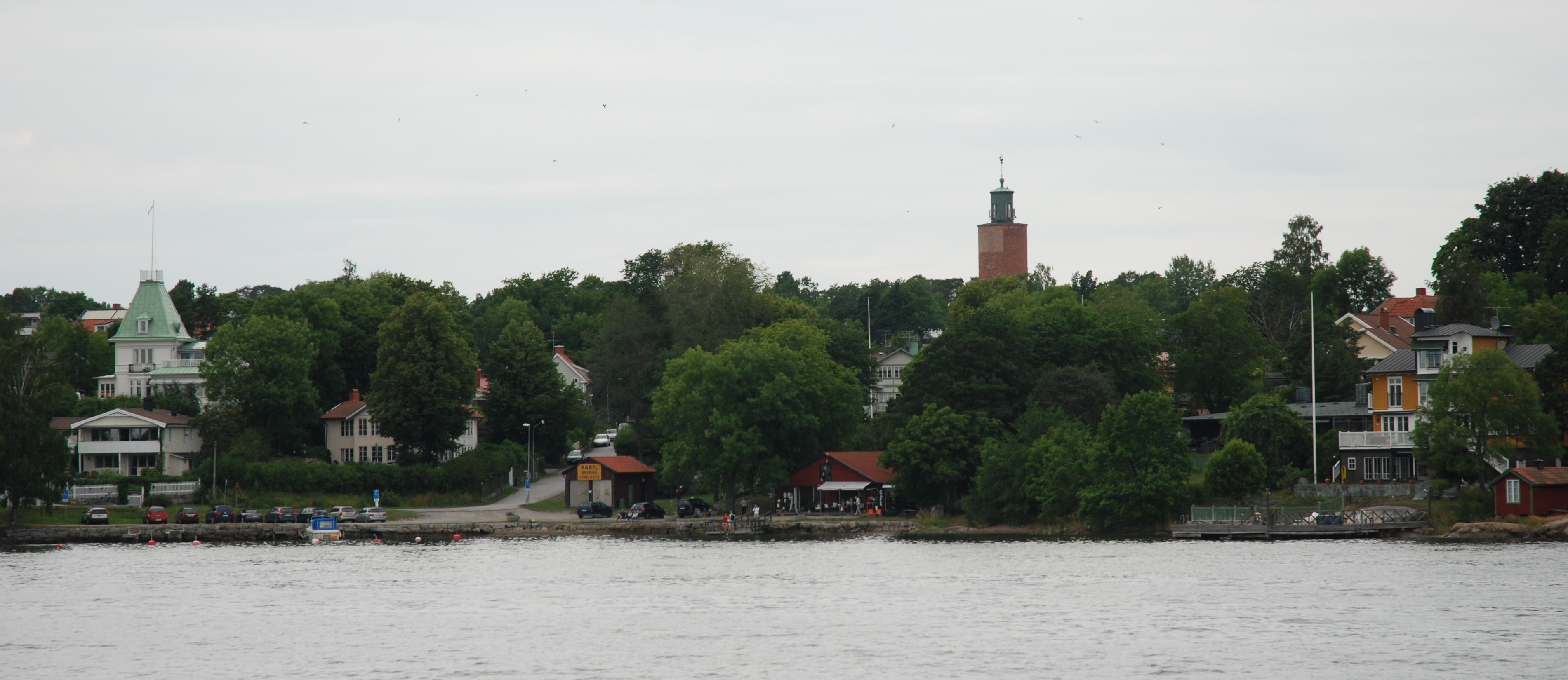
Ekuddsparken från sjösidan

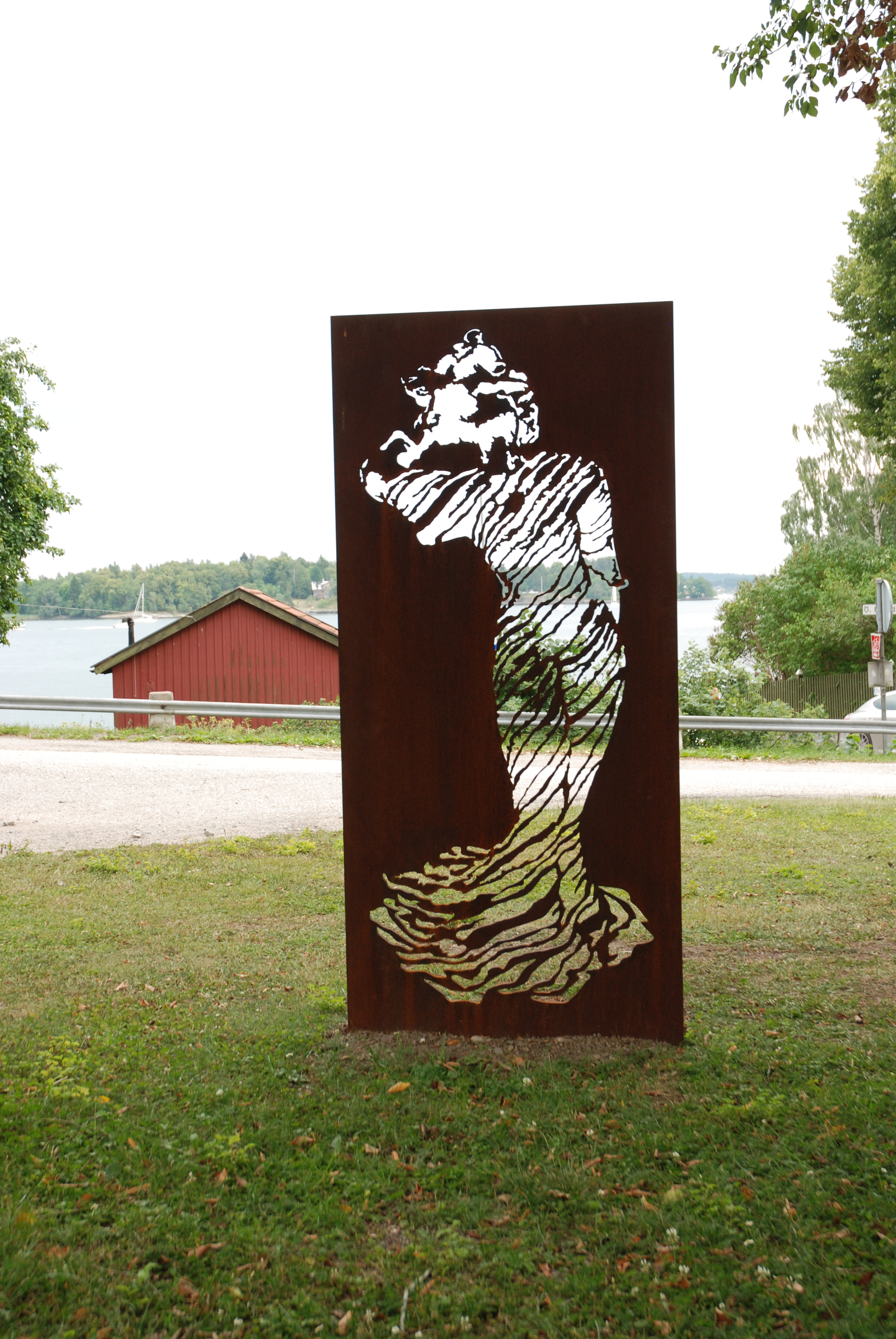
Frank Olssons Diva i Vaxholms skulpturpark 2011

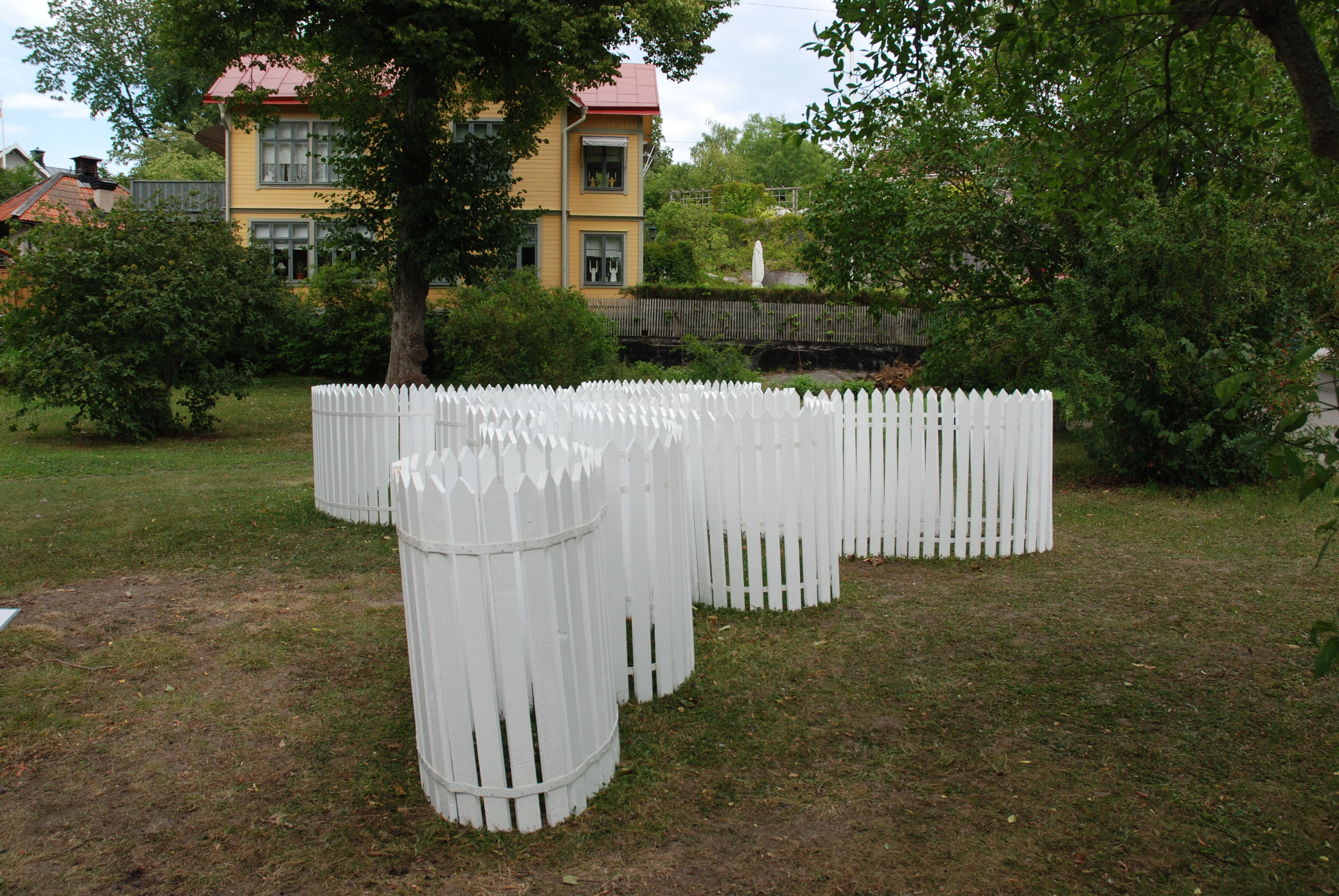
Random space av Katarina Klingspor Ekelund i Vaxholms skulpturpark 2011

Ekuddsparken ligger sydväst om centrum i Vaxholm vid vattnet och med utsikt över Vaxholmsfjärden.

## Roddarhuset
I Ekuddsparken finns ett tidigare klubbhus för Vaxholms roddförening, som ritats av Cyrillus Johansson. Det användes av roddföreningen 1940-2001 och upprustades efter 2006 till ateljéer och utställningslokal för galleri Roddarhuset i Vaxholm.

## Vaxholms skulpturpark
Roddarhuset och Vaxholms stad anordnade sommaren 2011 en skulpturutställning i Ekuddsparken med deltagande av tio skulptörer, bland annat Stefan Johnson Petersén, Carina Wahlberg, Katarina Klingspor Ekelund, Ylva Björnström och Frank Olsson. 